# Sebastian Küchenmeister
Sebastian Küchenmeister (auch: Küchemeister, Kuchemeyster, Kirchemeyster, Archimagirus, Archimarus etc.; * um 1480 in Freiberg; † vor 3. September 1528 in Chemnitz) war ein katholischer Theologe.

## Leben
Küchenmeister stammte aus einem Geschlecht, das in seinem Geburtsort schon 1274 nachweisbar ist. Im Sommersemester 1498 bezog er die Universität Leipzig und absolvierte im Wintersemester 1499 den Baccalaureus der sieben freien Künste. Im Wintersemester 1502 wechselte er an die Universität Wittenberg und erwarb am 2. Februar 1504 den akademischen Grad eines Magisters der Artes liberales. Mit der Erlangung des akademischen Grades waren Vorlesungen an der philosophischen Fakultät verbunden. Ihm wurde im gleichen Jahr die Leitung der Wittenberger Stadtschule übertragen. Ein Jahr später legte er seine Schulmeisterstelle nieder, wurde Mitglied des Senats der philosophischen Fakultät und im Wintersemester 1505 Dekan der philosophischen Fakultät, ein Amt, das er auch im Sommersemester 1510, sowie im Wintersemester 1516 bekleidete.
1507 wurde er herzoglicher Kanoniker an der Wittenberger Schlosskirche und erhielt 1505 die Professur der kleinen Logik des Petrus Hispanus nach Johannes Duns Scotus. Nebenher widmete er sich der Theologie und absolvierte nach den unterschiedlichen Baccalaureatentiteln am 28. September 1512 das Lizentiat der Theologie. Noch im selben Jahr übernahm er das Rektorat der Alma Mater und war 1519 als Vizerektor tätig. Küchenmeister, der sich im Laufe seiner Wittenberger Hochschulzeit eine nicht unwesentliche Pfründe sichern konnte, war mit Martin Luthers reformatorischen Ideen und Vorgehen nicht einverstanden.
Als von Luther diese Professur 1518 als unnötig abgeschafft wurde, verstärkten sich diese Tendenzen und er blieb als Gegner Luthers der scholastischen Glaubenslehre treu. Nach der Wittenberger Bewegung begab er sich nach Chemnitz. Da er seiner Residenzpflicht in Wittenberg nicht mehr nachkam, zog man im Juni 1523 seine Pfründe ein und er wurde als Kanoniker entlassen. 1524 wohnte er in Freiberg, wo er als Prediger an der St. Peterskirche tätig war und die Anhänger der Reformation dort aufs höchste reizte. Am 20. November 1524 vernagelte man ihm die Kanzel und befestigte daran eine Waage mit einem Fuchs- und Kuhschwanz. Am folgenden Sonntag war die Kanzel mit Raben und der Inschrift „Pfaff, leug nit und sag dy worheit“ geschmückt. Er konnte sich also in seiner Heimatstadt nicht halten, ging zurück nach Chemnitz, wo er verstarb.